# Tia Tamera
Tia Tamera è un singolo della rapper statunitense Doja Cat, pubblicato il 31 gennaio 2019 come quarto estratto dal primo album in studio Amala e come primo dalla sua versione deluxe.
Il singolo vede la partecipazione della rapper Rico Nasty.

## Video musicale
Il video musicale, diretto da Roxana Baldovin, è stato pubblicato su YouTube il 21 febbraio 2019. Il video presenta Doja e Rico che competono in un game show contro i rispettivi sosia, con riferimento alla sitcom statunitense Sister, Sister e il gioco televisivo per bambini Double Dare. Il video dà una "piacevole atmosfera anni '90". Pitchfork lo ha classificato come uno dei 20 migliori video musicali del 2019.

## Accoglienza
Paper l'ha definita la ventottesima miglior canzone del 2019.

## Formazione
Musicisti
- Doja Cat – voce, produzione
- Rico Nasty – voce aggiuntiva

Produzione
- Kurtis McKenzie – produzione
- David Sprecher – ingegneria del suono
- Lydia Asrat – composizione
- Neal Pogue – missaggio
- Mike Bozzi – mastering